# Neyveli
Neyveli (o Neiveli) è una città dell'India di 128.133 abitanti, situata nel distretto di Cuddalore, nello stato federato del Tamil Nadu. In base al numero di abitanti la città rientra nella classe I (da 100.000 persone in su).

## Geografia fisica
La città è situata a 11° 31' 60 N e 79° 28' 60 E e ha un'altitudine di 38 m s.l.m..

## Società

### Evoluzione demografica
Al censimento del 2001 la popolazione di Neyveli assommava a 128.133 persone, delle quali 65.632 maschi e 62.501 femmine. I bambini di età inferiore o uguale ai sei anni assommavano a 15.224, dei quali 7.831 maschi e 7.393 femmine. Infine, coloro che erano in grado di saper almeno leggere e scrivere erano 99.417, dei quali 54.449 maschi e 44.968 femmine.